# KCC건설
주식회사 KCC건설(株式會社 KCC建設)은 KCC그룹을 모회사로 둔 대한민국의 건설 기업이다.

## 역사 및 현황
1989년 금강에서 기업 분할하여 금강종합건설로 설립하였다가 2005년에 사명을 KCC건설로 변경하였다.주요 사업은 KCC그룹의 공장 등 토목건설업이나 이 경험을 바탕으로 아파트 건설업에도 뛰어들고 있다. 아파트 브랜드는 스위첸이다.